# Most pod Ostródą
 Most pod Ostródą – most typu extradosed w ciągu drogi krajowej nr 16, pod Ostródą w Województwie warmińsko-mazurskim. Most w ciągu południowej obwodnicy Ostródy wybudowany jest nad głęboką rynną polodowcową jeziora Morliny, przez którą płynie Ornowska Struga.
Most drogowy jest mostem typu extradosed o dwóch pasach ruchu w każdą stronę wraz z pasami awaryjnymi o długości 677 m. Pylony pojedyncze na środku mostu mają wysokość około 60 m nad poziomem terenu.
Budowa mostu w latach 2015–2017 zrealizowana została przez Budimex. Koszt budowy mostu, wraz z budową dróg dojazdowych wyniósł prawie 150 mln zł i finansowany był przez Krajowy Fundusz Drogowy.